# Subaru WRX
La Subaru WRX è un’autovettura sportiva prodotta dalla casa automobilistica giapponese Subaru dal 2014.
La WRX nasce come erede della precedente Subaru Impreza WRX, il modello più sportivo della gamma. La rimozione del nome "Impreza" nella denominazione ufficiale è stata voluta dalla casa per conferire una maggior identità al modello.

## Prima generazione (2014-2021)

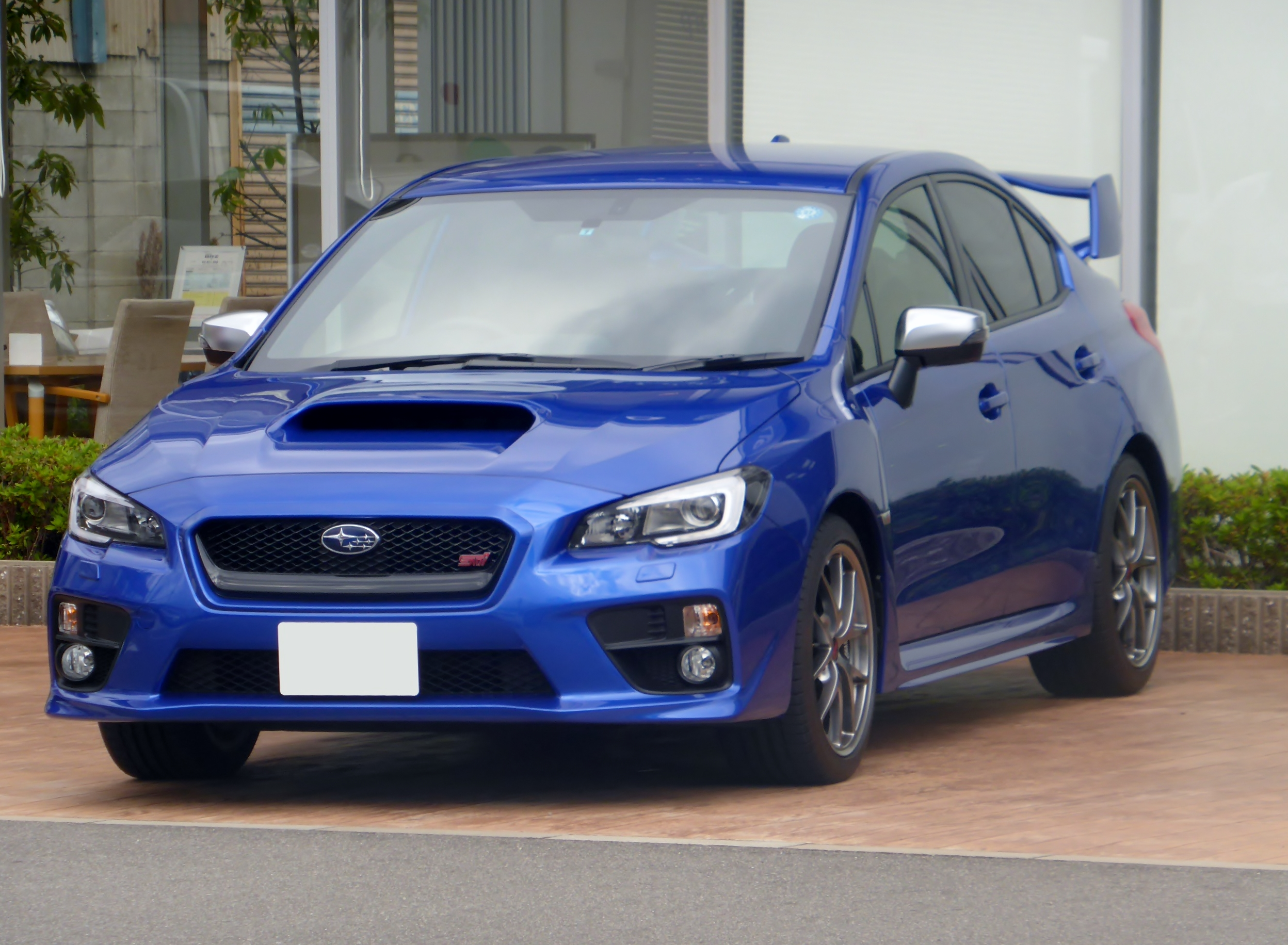
La WRX STI

Introdotta nel 2014 come sostituta della Impreza STi, quest'auto è la prima della serie WRX a non avere un motore derivato dall'EJ di serie; monta infatti, un nuovo 2.0 denominato FA20F, con iniezione diretta e doppio turbocompressore, situato nell'avantreno dell'auto, invece che a fianco del terzo pistone, e ciò rende più basso il centro di gravità dell'auto, che misura 500 mm. Questo motore, rispetto al vecchio EJ, ha una curva di coppia più ampia e 3 CV in più.
Fino ad ora il motore delle WRX era associato solo ad un cambio manuale 5 marce, mentre ora sono disponibili un cambio manuale 6 marce e, nelle versioni Premium e Limited, un cambio automatico a variazione continua CVT con palette al volante, che può essere impostato su più programmi: Intelligent, la modalità che consuma meno, adatta tutti i giorni, Sport, la modalità aggressiva che imita un cambio 6 rapporti, per strade deserte e circuiti, e Sport#, adatta esclusivamente alla pista, imita un cambio automatico da 8 rapporti, ma le migliori prestazioni si ottengono con il cambio manuale.
La WRX è stata accolta dai giornalisti con pareri contrastanti. In generale viene elogiata come comportamento in pista, ma viene criticata per la scarsa abitabilità.
Nel 2016 la versione Premium è stata aggiornata ed ora ha più comfort e comodità, con fari LED e sedili riscaldabili.

### La WRX STI
La Subaru WRX STI ha debuttato nel 2014 assieme alla WRX, della quale è la versione estrema. Monta lo stesso motore della precedente generazione, un 2.5 boxer 4 cilindri EJ257 con doppio AVCS, ma con modifiche alla ECU che aggiungono 6 kW, per un totale di 227 kW (310 CV), anche se tali modifiche comportano la riduzione della coppia, che ora è di 394 Nm. Per evitare il danneggiamento del motore, la linea rossa del contagiri ora arriva a 7100. Rispetto alla WRX, che monta un servosterzo elettrico, la WRX STI monta un servosterzo idraulico, ed il rapporto della cremagliera dello sterzo è di 13:1, rispetto ai 15:1 della WRX. La WRX STI è disponibile con o senza ala, in base alle esigenze, perché potrebbe intralciare l'utilizzo del bagagliaio, ma aumenta la deportanza in pista.

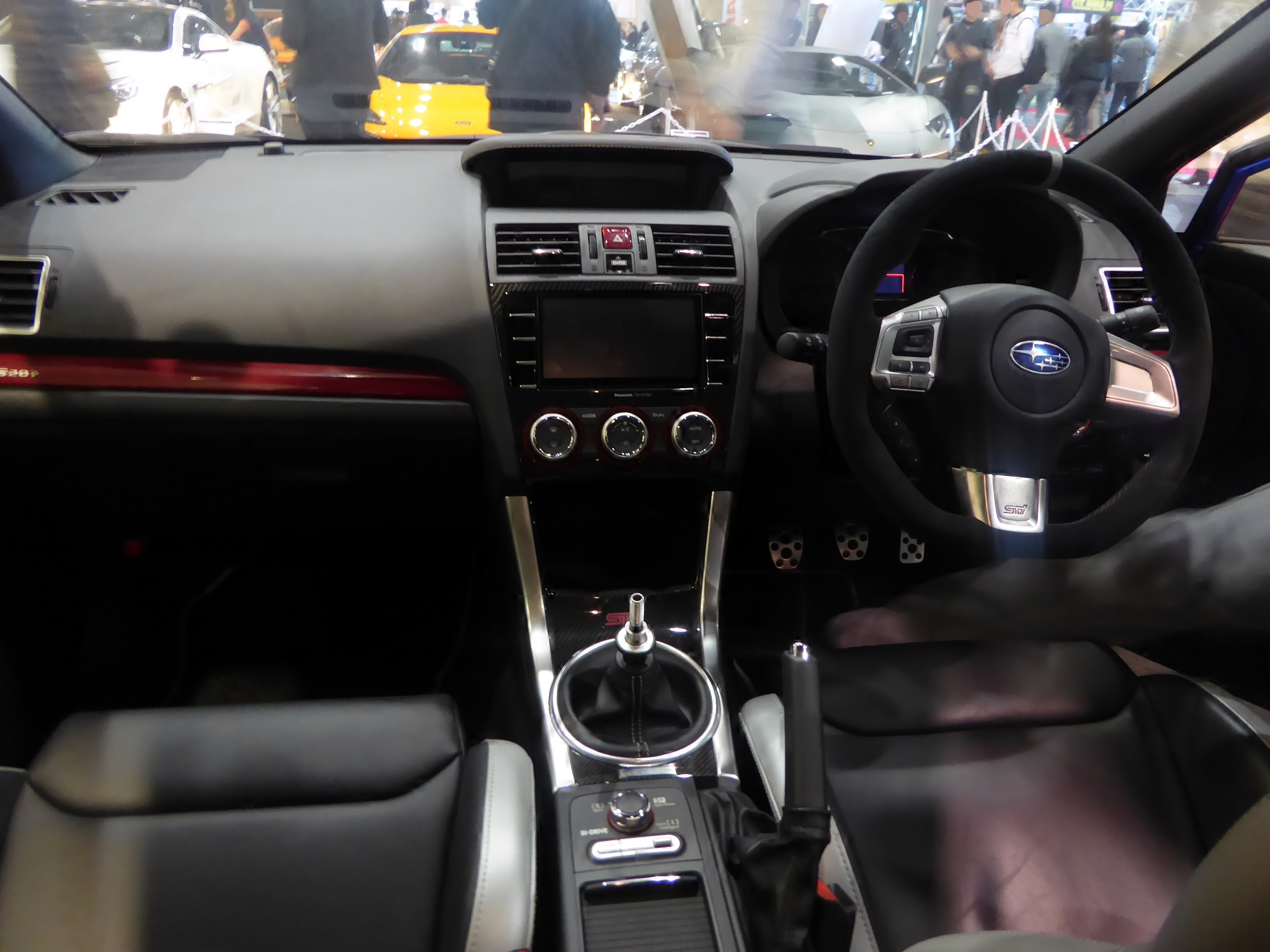
Interni di una Subaru WRX STI S207 del 2016

### Versioni speciali
Della WRX STI sono state create tre diverse versioni speciali:
La WRX STI Launch Edition, venduta con il colore Rally Blue Pearl assieme a cerchi BBS da 18 pollici color oro. Tutti e mille gli esemplari sono stati venduti in Nord America.
La WRX STI S207, venduta in sole 400 unità destinate al mercato giapponese. È equipaggiata con un motore da 323 CV e 431 Nm di coppia, lo sterzo a cremagliera rapporto 11:1, sedili Recaro STI-spec, sospensioni anteriori DampMatice freni Brembo. 200 di queste WRX STI saranno equipaggiate con il NBR Challenge Package, che consiste in un'ala in fibra di carbonio ed in una targa che ricorda la vittoria di classe di una Subaru WRX STI alla 24 Ore del Nürburgring del 2015.
Nel 2016 Subaru ha rilasciato l'edizione speciale della WRX STI Hyper Blue, la cui produzione è limitata a 700 esemplari destinati agli Stati Uniti d'America. Il nuovo colore copre l'esterno, ed è assieme a cerchioni BBS neri lucidi da 18 pollici, distintivi e calotte degli specchietti. All'interno sono presenti cuciture blu anziché rosse, il sistema di navigazione e l'impianto stereo da 9 altoparlanti sono di serie. La Subaru ha annunciato che produrrà altre 250 WRX STI Hyper Blue, di cui 200 con cambio manuale e 50 con cambio automatico, destinate al mercato australiano.

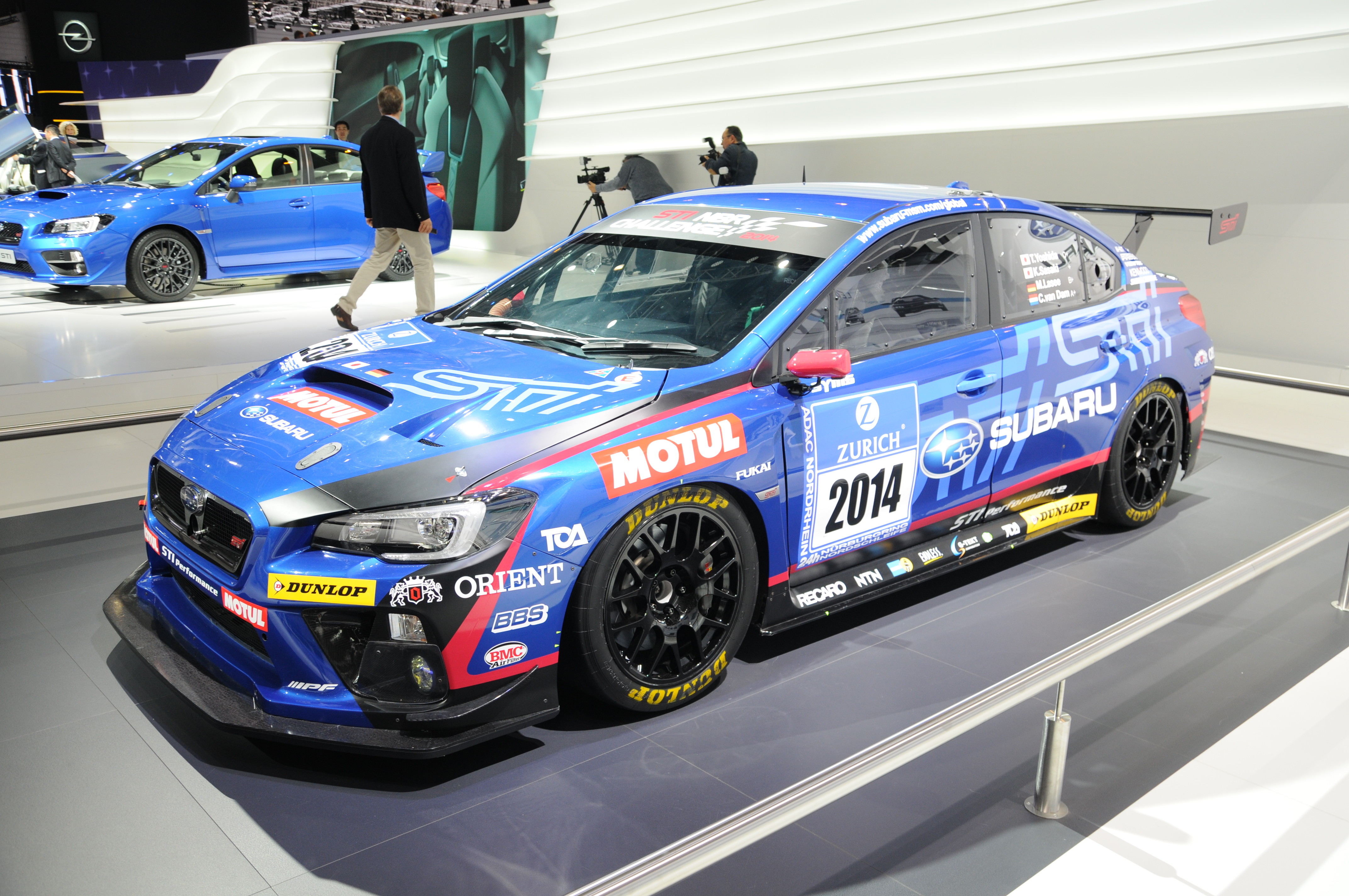
La WRX STI da competizione

### La WRX nelle corse
Nel 2016 una Subaru WRX STI con il numero 106 guidata dai piloti Carlo van Dam, Marcel Lasse, Tim Schrik e Hideki Yamauchi ha vinto nella sua categoria, la SP 3T, la 24 Ore del Nürburgring, ripetendo il successo dell'anno precedente. Tale gara è stata interrotta a causa del forte maltempo e della grandine, che stavano causando diversi incidenti, e ciò ha aiutato parecchio la Subaru, che ha solo sfiorato le barriere ed una SEAT León. La gara è stata caratterizzata dal duello tra la Subaru e l'Audi TT numero 105, duello vinto da Yamauchi, che poi ha consegnato l'auto a Marcel Lasse, che ha tagliato il traguardo al primo posto, portando a 4 il numero di vittorie della Subaru in questa categoria, nel 2011, con una Subaru Impreza WRX STI, nel 2012 con la stessa auto, nel 2015 con una WRX STI e nel 2016 con la stessa auto.

## Seconda generazione (dal 2021)

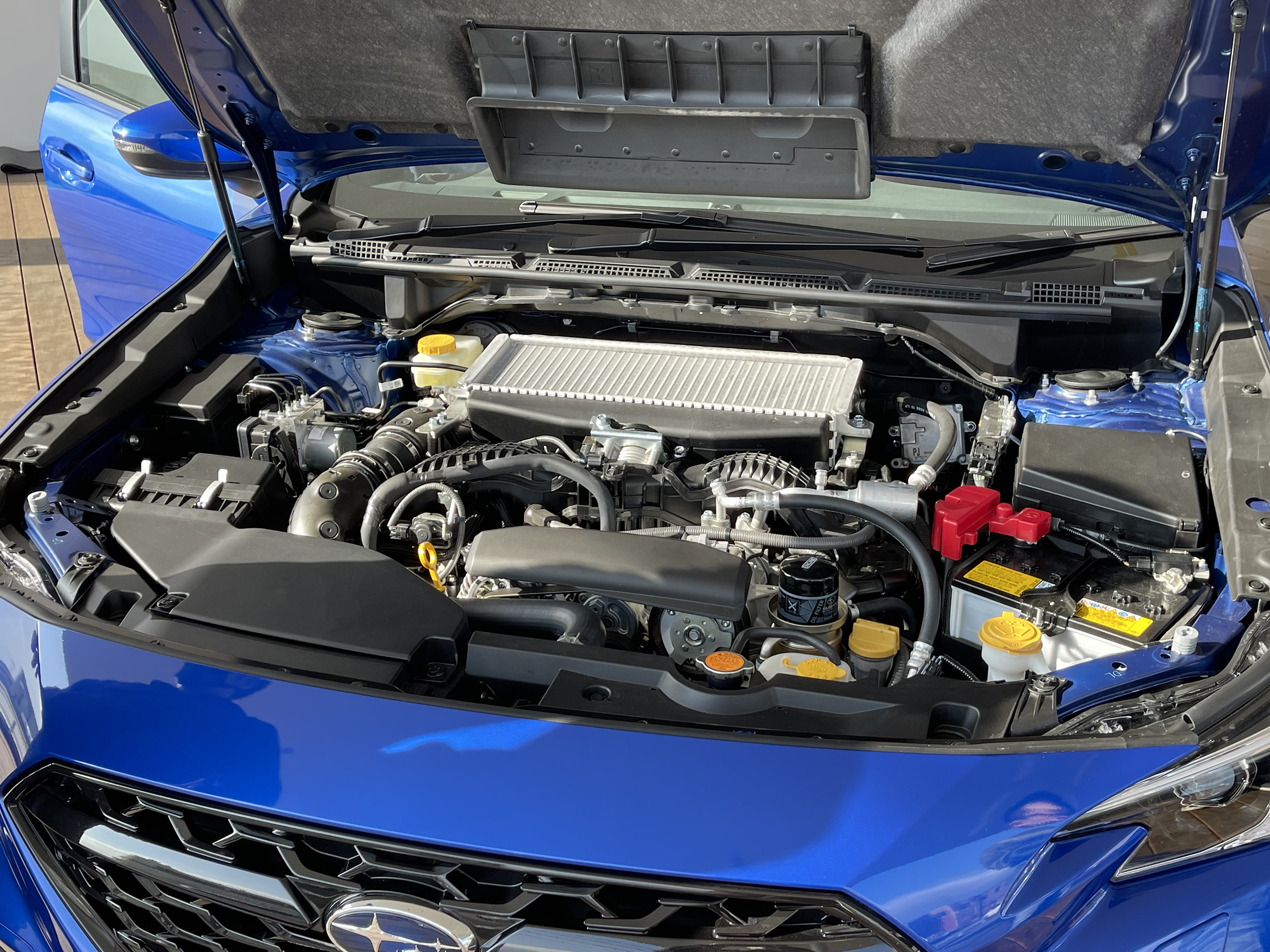
Motore

Lo sviluppo della WRX di seconda generazione è iniziato nel 2016 e già l'anno successivo la casa ne ha presentato un prototipo denominato VIZIV Performance Concept per anticiparne parte dell'aspetto. Dopo quasi cinque anni di sviluppo, il modello di produzione doveva essere presentato il 19 agosto 2021 al salone di New York ma a causa della cancellazione dell'evento per la pandemia di Covid-19, la presentazione è slittata al 10 settembre 2021.
Rispetto alla precedente generazione, una novità importante è l'adozione del nuovo telaio Subaru Global Platform già utilizzato dai modelli Impreza, Levorg e Legacy, che offre il 28% in più di rigidità torsionale. Le sospensioni sono state irrigidite e al retrotreno è stata montata una barra stabilizzatrice ancorata direttamente alla scocca. Tutti i modelli sono dotati di trazione integrale Subaru Symmetrical All-Wheel Drive. Il motore è il nuovo boxer FA24F da 2,4 litri, un quattro cilindri turbocompresso che eroga 271 CV e 350 Nm di coppia. Gli aggiornamenti al motore includono pistoni più grandi, una wastegate a controllo elettronico e valvole di bypass dell'aria. La trasmissione è affidata a un nuovo CVT chiamato Subaru Performance Transmission (SPT) oppure a un manuale a sei marce; l'SPT è abbinato al sistema di trazione integrale con distribuzione variabile della coppia, mentre il cambio manuale è dotato di differenziale centrale e giunto viscoso. La versione con cambio CVT può essere dotatoa anche del "Drive Mode Select System", che simula la presenza di otto rapporti in modalità sequenziale con paddle al volante ed include anche i ammortizzatori adattivi a controllo elettronico. 

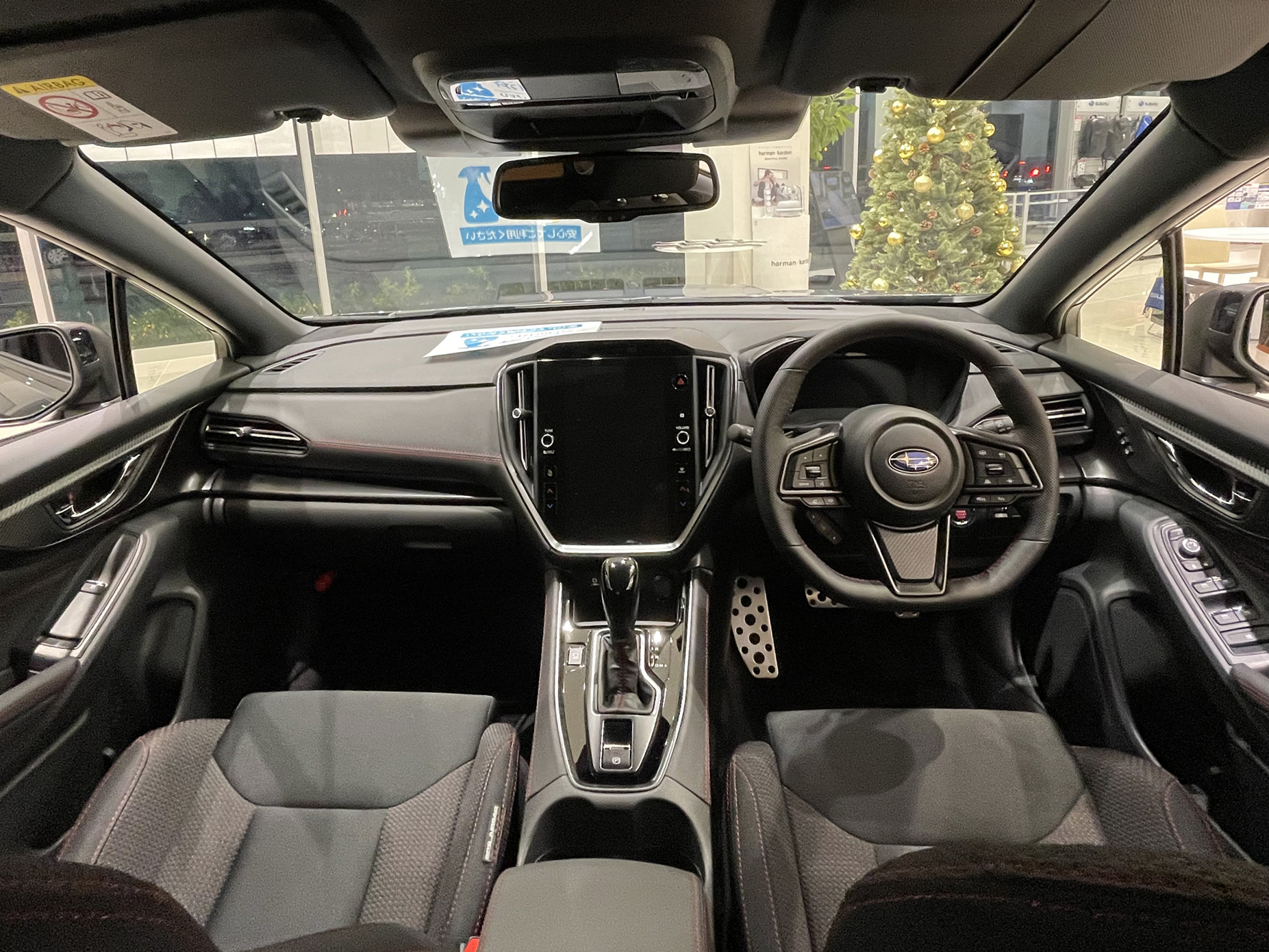
Interni

Internamente, il posto guida presenta la strumentazione di tipo classico a lancette con un piccolo display a colori, mentre la plancia è dotata di serie del sistema di infotainment Starlink con display verticale da 11,6 pollici.
Sul mercato giapponese il 25 novembre 2021 ha debuttato una versione specifica, la WRX S4. La S4 giapponese è sempre equipaggiata con il 2.4 FA24 boxer turbo a iniezione diretta, ma qui eroga 275 CV (202 kW) a 5600 giri/min e 375 Nm di coppia tra 2000 e 4800 giri/min ed è abbinato alla trasmissione a variazione continua. A pagamento è disponibile il pacchetto di assistenza alla guida Subaru "EyeSight X". La strumentazione sui modello top di gamma è composta da uno schermo TFT e da un sistema multimediale Starlink da 11,6 pollici, mentre i modelli base utilizzano due strumenti analogici con un piccolo display centrale da 4,2 pollici. A pagamento si può avere un display touchscreen da 9 pollici.
Nel gennaio 2022, Subaru e STI hanno presentato diversi prototipi basati sulla WRX, tra cui la WRX S4 STI Performance, che presenta aggiornamenti estetici che anticipano la variante più sportiva STI.
In Europa la seconda generazione non viene importata.

### WRX S4 STI Sport
La WRX S4 STI Sport è un modello in edizione limitata, verniciato in un distintivo colore Offshore Blue Metallic, che si distingue per il suo kit carrozzeria aggressivo e i cerchi forgiati BBS da 19 pollici. Internamente presenta sedili anteriori Recaro regolabili con loghi STI, nonché dettagli in cuciture argento e materiale scamosciato sulla console centrale e cruscotto. Dal punto di vista delle prestazioni, il modello mantiene il motore turbo da 2.4 litri e 271 cavalli di potenza, completato da miglioramenti meccanici come barre stabilizzatrici più robuste e un raffreddatore di trasmissione migliorato.
La selezione dei possibili acquirenti avviene attraverso un sistema di lotteria in Giappone, con i vincitori che successivamente alla vittoria della stessa potranno acquistare la vettura.